# Amatrice
Amatrice (L'Amatrìci en dialecte sabí) és una localitat italiana de 2.650 habitants, pertanyent a la província de Rieti, a la regió del Laci. Fins a 1927, va formar part de la província de L'Aquila, en els Abruços Entre 1265 i 1861, durant gairebé 600 anys, va quedar integrada dins del "Giustizierato d'Abruzzo" i de la província "Abruzzo Ultra II", en el districte de Cittaducale, amb L'Aquila com a capital.
La localitat és considerada un dels paratges més bells d'Itàlia gràcies al seu ric patrimoni tant històric i arquitectònic com també natural, en estar inclòs dins del Parc nacional del Gran Sasso i Monts de la Laga.
El 24 d'agost de 2016 la localitat va ser sacsejada per un terratrèmol de 6,2 en l'escala de Richter que va sacsejar el centre d'Itàlia. Amatrice va ser una de les ciutats més afectades amb més de 200 víctimes mortals.

## Història
A l'àrea d'Amatrice s'hi han trobat restes arqueològiques prehistòriques, així com restes d'edificis romans i tombes. Després de la caiguda de l'Imperi romà d'Occident, la zona va passar a formar part del Ducat de Spoleto, pertanyent a la ciutat d'Ascoli Piceno. El poble de "Matrice" s'esmenta per primera vegada el 1012 en els papers de l'Abadia de Farfa, en la confluència del riu Tronto amb el Torrente Castellano.
En 1265, durant el regnat de Manfred de Sicília passa a formar part del Regne de Nàpols. Després de la captura de l'últim dels angevins, Amatrice es va rebel·lar i va ser sotmesa per Carles I d'Anjou en 1274, encara que va mantenir una mena d'autonomia com universitas. Durant els segles xiv i xv va estar sovint en conflicte amb les ciutats veïnes de Norcia, Arquata i L'Aquila, i les seves tropes van prendre part en el lloc d'aquesta última sota el comandament de Braccio dona Montone. En el curs del conflicte entre els angevins i els aragonesos per la possessió del regne de Nàpols, Amatrice va triar aquest últim bàndol. En 1529 va ser presa per les tropes de Filibert de Chalôns, general al servei de l'emperador Carles V, que la va lliurar al seu general Alessandro Vitelli.
El 1265, durant el regnat de Manfred de Sicília va passar a formar part del Regne de Nàpols. Després de la captura de l'últim dels angevins, Amatrice es va rebel·lar i va ser sotmesa per Carles I d'Anjou el 1274, encara que va mantenir una espècie d'autonomia com universitas. Durant els segles xiv i xv va estar sovint en conflicte amb les ciutats veïnes de Norcia, Arquata i L'Aquila, i les seves tropes van prendre part en el setge d'aquesta última sota el comandament de Braccio da Montone. En el curs del conflicte entre els angevins i la Corona d'Aragó per la possessió del regne de Nàpols, Amatrice va triar aquest últim bàndol. El 1529 va ser presa per les tropes de Filibert de Chalôns, general al servei de l'emperador Carles V, que la va lliurar al seu general Alessandro Vitelli.
Més tard, Amatrice va ser presa pels Orsini i els Medici de Florència, que s'hi van quedar fins al 1737. La ciutat va ser severament danyada per un terratrèmol el 1639, trobant-se en una zona amb cert historial sísmic que es va reproduir dramàticament el 2016.
Després de la unificació d'Itàlia, va quedar com a part dels Abruços i va ser annexionada al Laci el 1927.

## Territori
Amatrice està situada al centre d'una conca verda, encaixonada en una àrea en la que s'uneixen quatre regions: Laci, Úmbria, Marques i Abruços, en una zona estratègica entre la vessant Adriàtica i la del Tirrè, en la conca hidrogràfica del riu Tronto, que desemboca al mar Adriàtic.
El territori s'articula en un altiplà amb una altitud compresa entre 900 i 1000 m, on es troba el llac de Scandarello, 1 embassament artificial a causa del represament del riu Scandarello el 1924, envoltat de relleus que en el seu costat oriental superen els 2400 m, en correspondència amb la dorsal principal dels muntanyes de la Laga, una serra arenisca dels Apenins centrals. En aquesta serra i en el municipi de Ametrice està inclosa al cim del mont Gorzano, de 2458 m d'altitud, la més alta del Laci .
El territori s'articula en un altiplà amb una altitud compresa entre 900 i 1000 m, on es troba el llac de Scandarello, un embassament artificial format per la represa del riu Scandarello el 1924, envoltat de relleus que en el seu costat oriental superen els 2400 m, en correspondència amb la dorsal principal de les muntanyes de la Laga, una serra d'arenisca dels Apenins centrals. En aquesta serra i en el municipi de Amatrice s'hi troba el cim de la muntanya Gorzano, de 2458 m d'altitud, la més alta del Laci.
A diferència de la resta dels Apenins centrals, format per calcàries, aquesta zona està composta per arenisca i margues, que no faciliten tant la infiltració de l'aigua en el subsòl i permeten l'existència de gran nombre de fonts i torrents que fan d'aquesta regió una zona molt verda i rica en aigua durant tot l'any.
Les zones properes al poble estan formades per cultius i boscos de roures (Quercus cerris), castanyers i pollancres, i a les zones muntanyenques predominen els fajos, fins a uns 1800 m d'altitud, on apareixen els prats d'altura. Els forts desnivells entre 1300 i 1600 m permeten l'existència de nombroses cascades que, a la primavera, augmenten el seu cabal amb el desglaç.

## Evolució demogràfica
| Gràfica d'evolució de Amatrice entre 1861 i 2001 |
|                                                  |

## Curiositats
La localitat de Amatrice és coneguda en l'art culinari per donar nom a la salsa amatriciana, usada per condimentar pastes.